# El bebé furioso
El bebé furioso es una obra de teatro de Manuel Martínez Mediero, estrenada en 1974.

## Argumento
El autor sitúa la acción de la obra en Gran Bretaña. Asimismo, dicha obra cuenta con tan solo cuatro personajes. 
La historia comienza con la noticia en la televisión de un atraco al banco con un botín de diez mil millones de libras. Dolly, sin sospechar que Harry, su marido, es el ladrón, creerá que puede resolver el robo, al tiempo que Harry oculta el botín en un baúl. Mientras todo esto sucede, el bebé de la pareja se va poniendo cada vez más furioso, ya que nadie le hace el menor caso.
Finalmente, el drama estallará cuando se descubra la verdadera identidad del ladrón, ya que Harry deberá huir, pero antes buscará el baúl y se llevará la sorpresa de que le han dado el cambiazo, por lo que amenazara a todo el mundo con una pistola si no le devuelven el dinero. Cuando por fin encuentra el baúl verdadero y se cree feliz, su mujer le asesina, así como también a la inocente portera, que jamás había imaginado lo que se cocía detrás del matrimonio aparentemente feliz. 
Ahora es Dolly la que irradia felicidad al creerse rica y con un gran futuro por delante, pero no contará con que será asesinada por su bebé de una cuchillada en el pecho, para después lanzar este una granada al baúl y destruirlo.

## Estreno
- Teatro Alfil, Madrid, 8 de agosto de 1974.
  - Dirección: Ángel García Moreno.
  - Escenografía: Francisco Nieva y Juan Antonio Cidrón.
  - Intérpretes: Carmen de la Maza, Carmen Rossi, Pedro Civera, Miguel Caiceo, Pedro Mayer.

### Televisión
- 25 de abril de 1978, en el espacio Teatro Estudio, de TVE. Intérpretes: María Luisa Merlo, Emilio Laguna, Amparo Baró.